# تشارلز بيل (دبلوماسي)
تشارلز بيل (بالإنجليزية: Charles Alfred Bell )‏ (و. 1870 – 1945 م) هو دبلوماسي من المملكة المتحدة، والراج البريطاني، والمملكة المتحدة لبريطانيا العظمى وأيرلندا، ولد في كلكتا، توفي في فكتوريا ، كولومبيا البريطانية، عن عمر يناهز 75 عاماً.

## التعليم
تعلم في كلية ونشستر ‏.

## جوائز
حصل على جوائز منها:
- شريك وسام القديس ميخائيل والقديس جورج
- نيشان الإمبراطورية الهندية من رتبة فارس قائد.